# Dictyosquilla foveolata
Dictyosquilla foveolata is een bidsprinkhaankreeftensoort uit de familie van de Squillidae. De wetenschappelijke naam van de soort is voor het eerst geldig gepubliceerd in 1895 door Wood-Mason.